# Saltoblattella montistabularis
Saltoblattella montistabularis (лат.) — вид прыгающих тараканов из семейства Ectobiidae, выделяемый в монотипический род Saltoblattella. Saltoblattella montistabularis признан одним из самых ярких открытий новых организмов 2010 года по мнению Международного института по исследованию видов (англ. International Institute for Species Exploration, IISE) при Университете штата Аризона и вошёл в The Top 10 New Species.

## Распространение
Южная Африка, окрестности Столовой горы (Table Mountain National Park, Table Mountain, Кейп-Таун, Западно-Капская провинция).

## Описание
Задние ноги сильно модифицированные, представляют из себя прыгательные конечности с увеличенными бёдрами, напоминая таковые у кузнечиков или саранчи (Orthoptera). Длина тела (от переднего края пронотума до заднего края субгенитальной пластинки): 8—10 мм (самцы); 6,3—7,7 мм (самки). Ширина тела (максимальная): самец (через метанотум) 2,3 мм; самка (абдоминальный сегмент T2) 2,4—2,7 мм; длина пронотума: 1,4—1,6 мм (самцы); 1,5—1,7 мм (самки); длина крыльев: 1 мм; длина задней голени: 4—5 мм (самцы); 3,8—4,7 мм (самки). Сложные глаза полусферические, выпуклые, расположены на заднебоковых углах головы. Окраска желтоватая у самок и более интенсивная красновато-оранжевая у самцов. Усики жёлтые, скапус с тёмными пятнами; вершины нижнечелюстных и нижнегубных щупиков затемнённые.

## Этимология
Название рода означает «маленький прыгающий таракан», а название вида происходит от старого латинского названия Столовой горы (лат. Mons tabularis, англ. Table Mountain), где около Кейп-Тауна и был найден новый вид.

## Систематика
Систематическое положение остаётся неясным и предварительно вид и род Saltoblattella montistabularis включены в состав подсемейства Blattellinae. Недавно описанный из Юрского периода (Каратау, Казахстан) ископаемый прыгающий таракан (Skok svaba Vršanský, 2007) принадлежит к другой группе тараканов, к семейству Skokidae. У Skok svaba менее развиты прыгательные конечности, чем у его современного дальнего родственника.